# Aleksandr Belov
Pour les articles homonymes, voir Belov.
Alexander Alexandrovich Belov (en russe : Александр Александрович Белов), né le 11 novembre 1951 à Léningrad, décédé le 3 octobre 1978, était un joueur d'Union soviétique de basket-ball. Avec l'Équipe d'Union soviétique de basket-ball, il inscrit le panier de la victoire en finale des Jeux Olympiques de 1972 face à la Team USA à la suite d'un double temps additionnel de 3 secondes, permettant ainsi au soviétiques d'emporter pour la première fois la médaille d'or aux Jeux Olympiques dans l'épreuve de basket-ball. 

## Palmarès

### Équipe d'Union soviétique de basket-ball

#### Jeux Olympiques
- 1972: Munich ,  Allemagne
  - : Médaille d'or aux Jeux Olympiques,
- 1976: Montréal,  Canada
  - : Médaille de bronze aux Jeux Olympiques,

#### Championnat du Monde
- 1974: Porto-Rico ,  États-Unis
  - : Médaille d'or aux Championnats du Monde,

#### Championnat d'Europe
- 1968: Naples ,  Italie
  - : Médaille d'or aux Championnats d'Europe,
- 1971: Essen ,  Allemagne de l'Ouest
  - : Médaille d'or aux Championnats d'Europe,